# Gucio i Cezar (komiks)
Gucio i Cezar – polski czarno-biały komiks z lat 60 i 70. XX wieku według scenariusza Krystyny Boglar, zilustrowany przez Bohdana Butenkę, twórcę historyjek o Gapiszonie i przygód Kwapiszona. 
Pierwotnie poszczególne części komiksu publikowane były w piśmie dla dzieci Świerszczyk, następnie wychodziły w oddzielnych zeszytach wydawane przez Wydawnictwo Ruch, później przez Krajową Agencję Wydawniczą KAW. W 2011 wydawnictwo Dwie Siostry wydało komplet komiksów o Guciu i Cezarze w jednym tomie.

## Odcinki
Seria składała się z następujących odcinków:
1. Gucio i Cezar na tropie tabliczki mnożenia (1966)
2. Gucio i Cezar i tajemniczy kluczyk (1967)
3. Gucio i Cezar w niewoli u piratów (1968)
4. Gucio i Cezar na wyspie marchewkowej (1968)
5. Gucio i Cezar w królestwie złego węża (1968)
6. Nowa wyprawa Gucia i Cezara (1968)
7. Wilki na tropie Gucia i Cezara (1968)
8. Gucio i Cezar tam gdzie pieprz rośnie (1969)
9. Gucio i Cezar w Makowym Królestwie (1969)
10. Gucio i Cezar i rajska jabłoń (1969)
11. Gucio i Cezar w poszukiwaniu śniegu (1969)
12. Gucio i Cezar szukają Bazylego (1970)
13. Gucio i Cezar kontra łowcy słoni (1971)
14. Gucio i Cezar - Cyrk (1971)
15. Gucio i Cezar w Cukrowych Górach (1975)
16. Gucio i Cezar znajdują rakietę (1976)
17. Gucio i Cezar w walce z Zatruwaczem (1979)
18. Gucio i Cezar ratują Felicję (1979)
19. Gucio i Cezar budują rakietę (1979)

Na podstawie komiksu powstał w latach 1976-77 film animowany Gucio i Cezar.

## Filatelistyka
Postacie Gucia i Cezara znalazły się na dwóch znaczkach pocztowych wydanych w 2011 przez Pocztę Polską.